# Buenaventura (Spanyolország)
Buenaventura egy község Spanyolországban, Toledo tartományban. Buenaventura Almendral de la Cañada, Mombeltrán, Navamorcuende, Lanzahíta és Pedro Bernardo községekkel határos. Lakosainak száma 377 fő (2024).

## Népesség
A település népessége az utóbbi években az alábbiak szerint változott:
| Lakosok száma | 534  | 514  | 493  | 481  | 490  | 462  | 423  | 424  | 403  | 377  |
|               | 2001 | 2004 | 2007 | 2009 | 2012 | 2014 | 2017 | 2019 | 2022 | 2024 |